# Gottlieb Schumacher
Gottlieb Schumacher (1857–1925) byl německo-americkým civilním inženýrem, architektem a archeologem, který byl důležitou postavou v raném archeologickém výzkumu Svaté země.

## Biografie
Narodil se v Zanesville v Ohiu, kam jeho rodiče emigrovali z německého Tübingenu. Jeho otec Jacob Schumacher byl členem Templářské společnosti, německé protestantské sekty, jež v 60. letech 19. století založila osady v osmanské Palestině. Roku 1869 se rodina usadila v Německé kolonii v Haifě, kde se stal jeho otec hlavním architektem a stavitelem.
Gottlieb vystudoval stavební inženýrství v Německu a do Haify se vrátil roku 1881. Záhy se stal vedoucí postavou jak ve stavebnictví, tak při stavbě cest. Byl jmenován osmanskou vládou hlavním inženýrem provincie Akko. Mimo jiné stavěl skotské hostely v Safedu a v Tiberias, ruský v Nazaretu, sklepy Rothschildova vinařství v Rišon LeCijon a most přes Kišon.
Mezi lety 1903 to 1905 řídil vykopávky v Tell el-Mutesellim, což je starověké Megido.